# Macanida
Macanida (in greco antico: Μαχανίδας?, Machanìdas; III secolo a.C. – 207 a.C.) è stato un tiranno di Sparta.

## Biografia
Non sono note le modalità con le quali Macanida, probabilmente un mercenario tarantino, ottenne il potere a Sparta come tutore di Pelope, figlio minorenne del defunto re Licurgo. Per aver sovvertito la millenaria diarchia spartana esercitando il potere assoluto, estromettendo dal potere gli efori e il re euripontide (il re agiade Agesipoli III si trovava invece in esilio), Tito Livio lo definisce tiranno.
Macanida si alleò con la lega etolica contro la lega achea, alla quale strappò Tegea nel 209 a.C. Dopo l'intervento del re macedone Filippo V al fianco degli Achei, Macanida tornò a Sparta, da dove scatenò un'offensiva contro la stessa lega achea, guidata a quel tempo da Filopemene.
Lo scontro tra i due eserciti avvenne nel 207 a.C. nei pressi di Mantinea: all'inizio Macanida ebbe il sopravvento sull'ala sinistra delle truppe achee, costituita da mercenari, ma successivamente Filopemene, riorganizzato rapidamente l'esercito, riuscì a sopraffare definitivamente gli Spartani, uccidendo personalmente in uno scontro a cavallo lo stesso Macanida.